# 두카티 몬스터
두카티 몬스터(이탈리아어: Ducati Monster)는 미겔 앙헬 갈루치가 디자인하고 두카티가 볼로냐, 이탈리아에서 1991년부터 생산한 모터사이클의 스탠다드, 또는 네이키드 바이크이다. 2005년 몬스터 판매량은 두카티 전 세계 판매량의 절반 이상을 차지했다. 대부분의 현대 두카티 모터사이클과 마찬가지로, 두카티가 L-트윈이라고 부르는 90° V-트윈 엔진을 사용하며, 데스모드로믹 밸브와 파비오 탈리오니 (1920–2001)가 설계한 튜브형 스틸 트렐리스 프레임을 특징으로 한다.
몬스터 라인업은 수년에 걸쳐 다양한 변형이 있었는데, 엔트리 레벨의 400 cc (24 cu in) 바이크부터 최고 사양의 160 hp (120 kW) 멀티밸브, 수랭식 슈퍼바이크 엔진 버전까지 있었고, 한 모델 연도에만 최대 9가지의 다른 몬스터 버전이 존재했다. 몬스터의 기본적인 단순함은 커스텀 모터사이클 제작자들에게도 인기 있는 플랫폼이 되어, 몬스터 챌린지와 같은 대회에서 선보여졌다. 몬스터는 결국 두카티 생산량의 3분의 2 이상을 차지했다.
영국 주간지 모터사이클 뉴스는 2016년 12월에 "몬스터는 그 인기와 저렴한 개발 비용 덕분에 '두카티를 구한 바이크'로 구전되어 왔다"고 논평하며, 약 30만 대가 생산되었다고 덧붙였다.

## 역사

### 구상 및 디자인
몬스터는 1992년에 스타일링 연습으로 시작되었다. 몬스터의 콘셉트는 갈루치가 오랫동안 생각해왔던 것이었고, 카지바와 두카티 경영진을 설득하는 데 시간이 걸렸다. 두카티 기술 책임자 마시모 보르디는 새 바이크가 달성해야 할 목표에 대한 아이디어를 구상했고, 그 디자인을 갈루치에게 맡겼다. 보르디는 갈루치에게 "두카티의 강한 유산을 보여주지만 운전하기 쉽고 스포츠 바이크가 아닌 것"을 요청했다고 말하며, "그는 제안을 내놓았고 저는 말론 브란도가 영화 위험한 질주 (1953년 영화)에서 오늘날 타고 다닐 바이크라고 생각했다!" 보르디의 의도는 크루저 (모터사이클) 시장에 진출하여, 개조할 수 있도록 만들어지고 궁극적으로 할리데이비슨에 사용 가능한 커스텀 및 핫로드 부품 범위에 필적하는 풍부한 볼트온 애프터마켓 액세서리를 갖게 될 바이크를 만드는 것이었다. 이전에 카지바는 1986년부터 1990년까지 두카티 인디애나라는 크루저로 이 시장에 진출하려 시도했다. 일부 소식통은 이 바이크가 두카티의 데스모드로믹 밸브 V-트윈 엔진을 제대로 활용하지 못했으며, 두카티의 특징적인 트렐리스 프레임이 아닌 풀 크래들 프레임을 사용하여 두카티의 스타일적인 강점을 약화시켰다고 언급했다. 4년 동안 단 2,138대만이 생산되었다. 몬스터는 개성 있는 표현을 하고 싶어 하는 도시적이고 스타일에 민감한 구매자들에게 어필했지만, 그들이 이전에 보지 못했던 오토바이였고 여전히 이탈리아적이며 두카티라는 점이 분명했다.
보르디는 갈루치에게 비용을 낮게 유지하도록 요청했기 때문에, 몬스터는 "부품 창고 스페셜"로, 새롭게 디자인된 부품들을 조화롭게 작동하도록 세심하게 설계한 것이 아니라 기존 두카티 모델의 부품들을 혼합하여 만들었다. 시작은 900 슈퍼스포츠의 엔진이었고, 851 슈퍼바이크에서 파생된 프레임, 그리고 750 슈퍼스포츠의 포크를 사용했다. 갈루치는 "근육질"의 연료 탱크와 미니멀리스트 차체를 디자인하여, 처음 타는 사람에게는 놀라울 정도로 작고 민첩하면서도 질량과 강인함의 시각적 인상을 주었다. 모터사이클 컨슈머 뉴스 디자인 칼럼니스트 글린 커는 몬스터의 표현을 공격적이라고 설명하며, "머리를 숙이고 돌진하는 황소의 자세 덕분"이라고 말했다. 두카티 몬스터의 트렐리스 프레임은 오토바이 디자인의 필수적인 부분으로, 미적 매력과 구조적 효율성을 모두 제공한다.

### 1990년대

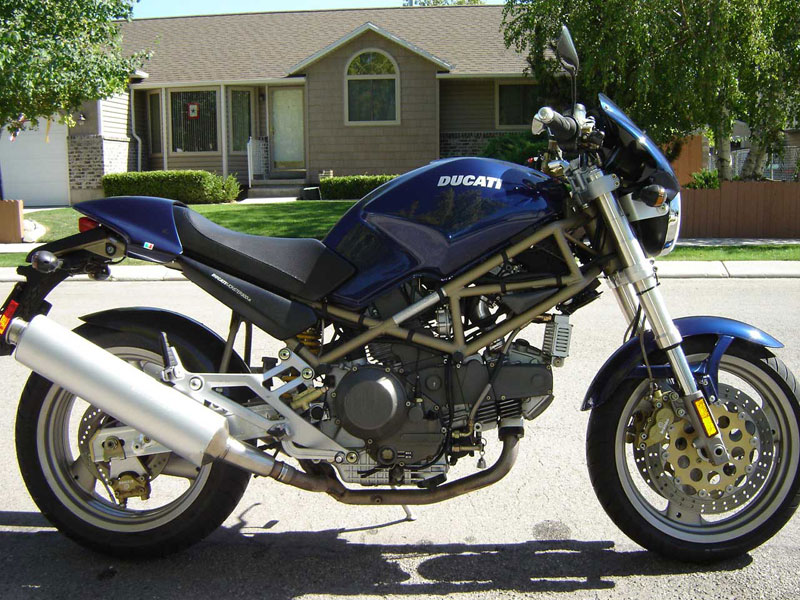
1999년 두카티 몬스터 900 시티

두카티는 첫 세대 몬스터 모델로 세 가지를 출시했다: M600, M750, M900 (숫자는 엔진 크기를 나타냄). 최초의 M900은 1991년에, M600은 1994년에, 그리고 마지막으로 M750은 1996년에 출시되었다. 1998년 두카티는 M600 다크 출시와 함께 몬스터 다크 오토바이 라인업을 선보였다.
1999년, 기존 몬스터 부품 재고를 소진하기 위해 두카티는 여러 한정판 몬스터를 출시했으며, 그 중 상당수는 다양한 수준의 액세서리를 갖추고 있었다. 가장 주목할 만한 것은 몬스터 시티로, 독특한 파란색을 띠고 가죽 서류 가방 스타일의 안장 가방과 더 높은 핸들바를 특징으로 했다.
1994년부터는 배기량이 더 작은 M400 모델이 생산되었는데, 이는 대형 또는 고성능 모터사이클에 세금 또는 면허 시스템이 특히 가혹한 특정 시장을 위한 것이었다. M400은 주로 이탈리아, 일본, 싱가포르를 대상으로 했지만 인도네시아, 필리핀, 대만, 태국과 같은 지역으로도 수출되었다. M400은 M600을 기반으로 동일한 기본 엔진 부품을 사용했지만, 더 짧은 스트로크 크랭크샤프트와 더 작은 직경의 피스톤을 사용했다.

### 2000년대

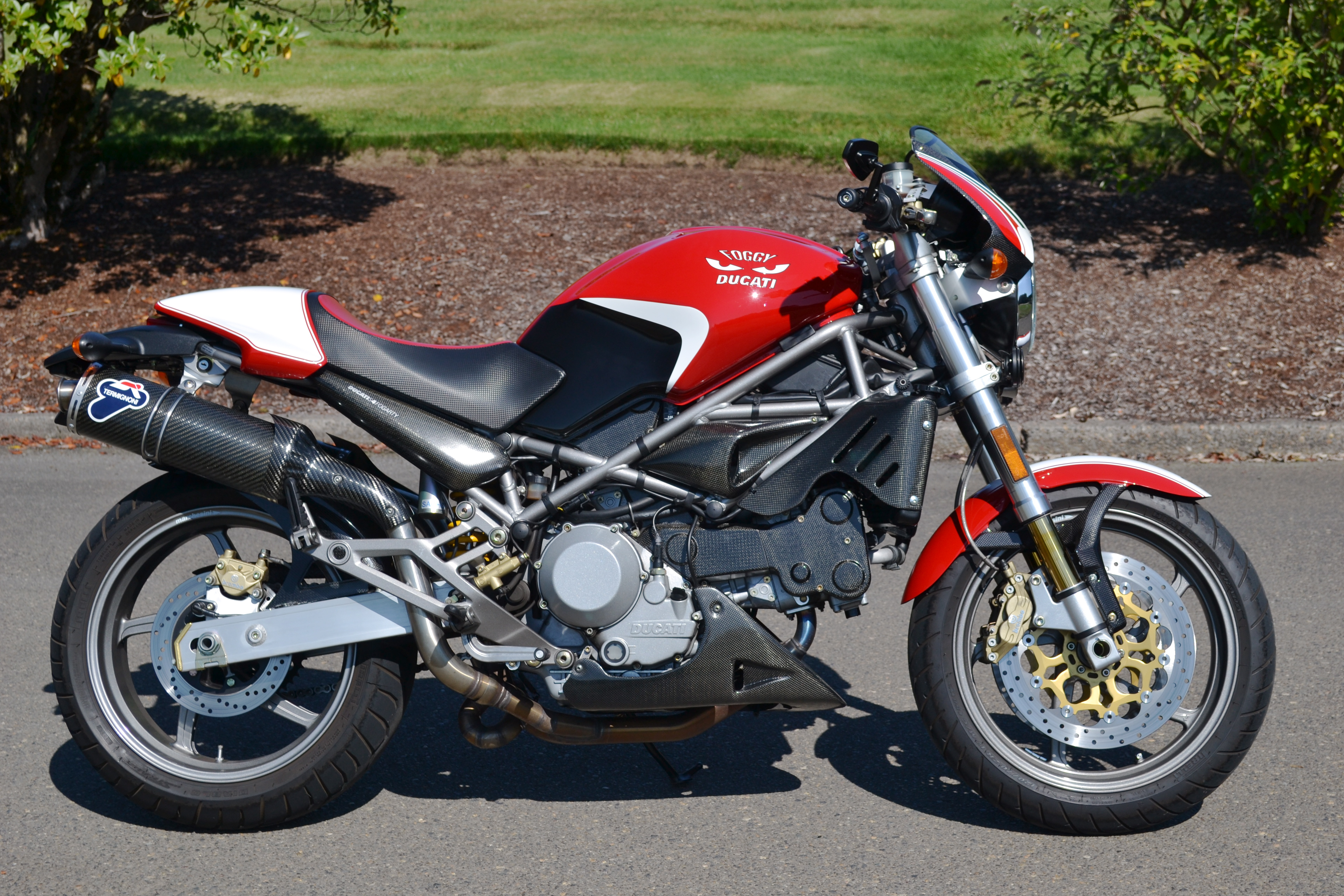
2002년 두카티 S4 포기

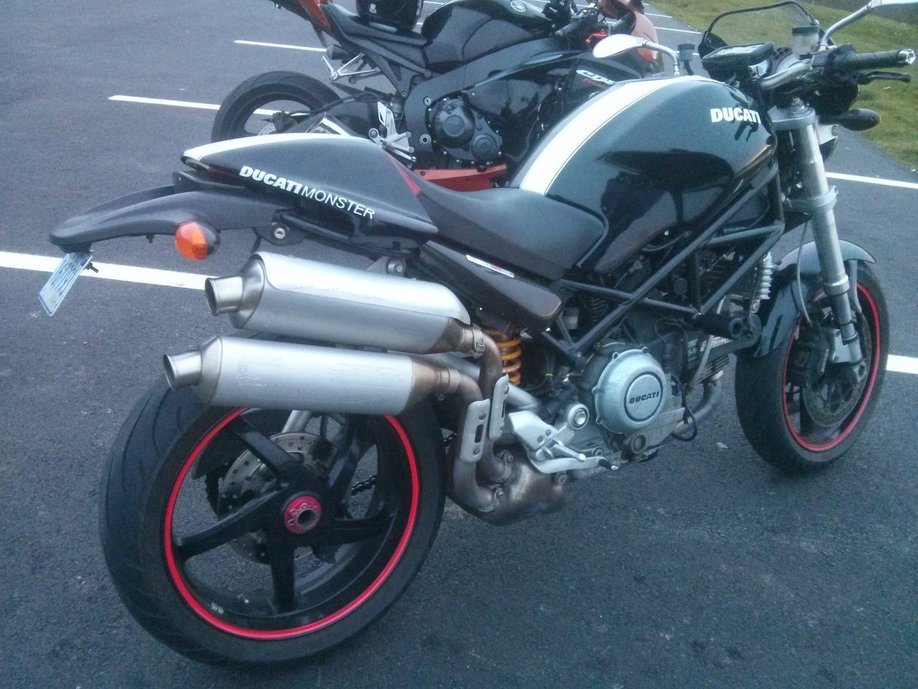
2007년 몬스터 S2R1000

이 바이크는 2000년 두카티가 M900 모델에 연료 분사를 추가하기 전까지는 비교적 변함없이 유지되었다. 아마도 더 중요한 것은 2001년 두카티가 S4를 도입하여 수랭식 4밸브 슈퍼바이크 엔진을 추가했다는 점이다. 그 해의 다른 기술적 변화로는 브렘보 4피스톤 캘리퍼가 장착된 세미 플로팅 전면 디스크 브레이크, 더 가벼운 브렘보 휠, 43mm 쇼와 역립 포크 등이 포함되었다. 같은 해에는 모든 몬스터 모델에 타코미터가 추가되는 등 계기판도 업그레이드되었다. 2002년에는 두카티 슈퍼바이크 챔피언 4회 우승자 칼 '포기' 포가티의 이름을 딴 300대 한정판 고사양 S4가 출시되었다.
2003년에는 996 엔진을 장착한 S4R이 출시되었으며, 오른쪽에는 트윈 하이라이즈 머플러와 싱글 사이드 스윙암이 특징이었고, 916 엔진 S4보다 출력(113HP)과 토크가 증가했다. 모터사이클 스포츠 & 레저지는 출시 당시 이 바이크를 "...이탈리아 회사에서 생산된 가장 강력한 네이키드 바이크..."라고 평했다.
2005년 11월, 새로운 최고급 모델인 S4RS 테스타스트레타가 발표되었다. 이 새 모델은 999 슈퍼바이크의 엔진에 올린스 서스펜션(전후)과 래디얼 프론트 브레이크를 사용한다. 또한 2005년에는 두카티가 S2R 데스모듀(2밸브 데스모드로믹 엔진) 라인을 몬스터 패밀리에 추가했다: 4밸브 S4R과 유사하게 스타일링되었지만, 각각 S2R 800과 S2R 1000에 더 간단한 2밸브 800cc 및 1,000cc 모터를 장착했다. 2006년 2월에는 2007년 몬스터 695의 발표가 있었고, 몬스터 620을 대체하여 2006년 6월에 출시되었다.
몬스터 696은 2007년 11월에 발표되었고,
2008년 4월 초 바르셀로나에서 공식 출시되었다. 696 V-트윈 엔진은 모든 두카티 공랭식 엔진 중 cc당 가장 높은 출력을 자랑한다. 몬스터 1100은 2008년 9월에 발표되었다. 몬스터 696을 기반으로 하며, 더 큰 1078cc 엔진, 싱글 사이드 스윙암, 래디얼 브레이크 캘리퍼, 더 큰 포크 및 더 높은 서스펜션을 특징으로 한다.
2009년 두카티는 12,000대 이상의 696 모델을 판매하여, 단일 연도에 10,000대 이상 판매한 최초의 오토바이가 되었다.
1100 S 모델은 완전 조절식 올린스 서스펜션 부품, 다른 색상 구성 및 알루미늄 브레이크 디스크 캐리어로 1kg의 무게 감소를 가져왔다.

### 2010년대

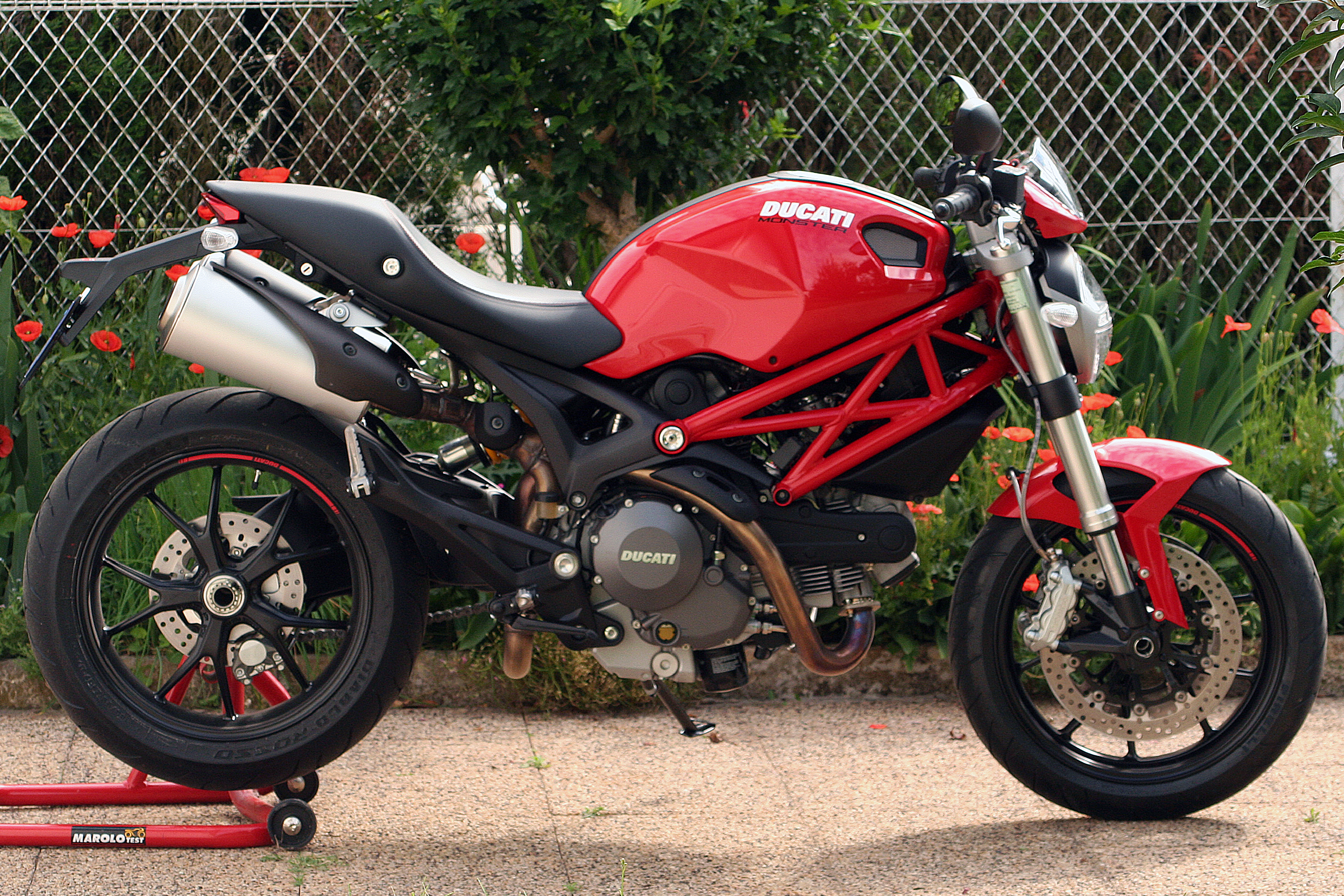
2010년 두카티 몬스터 796

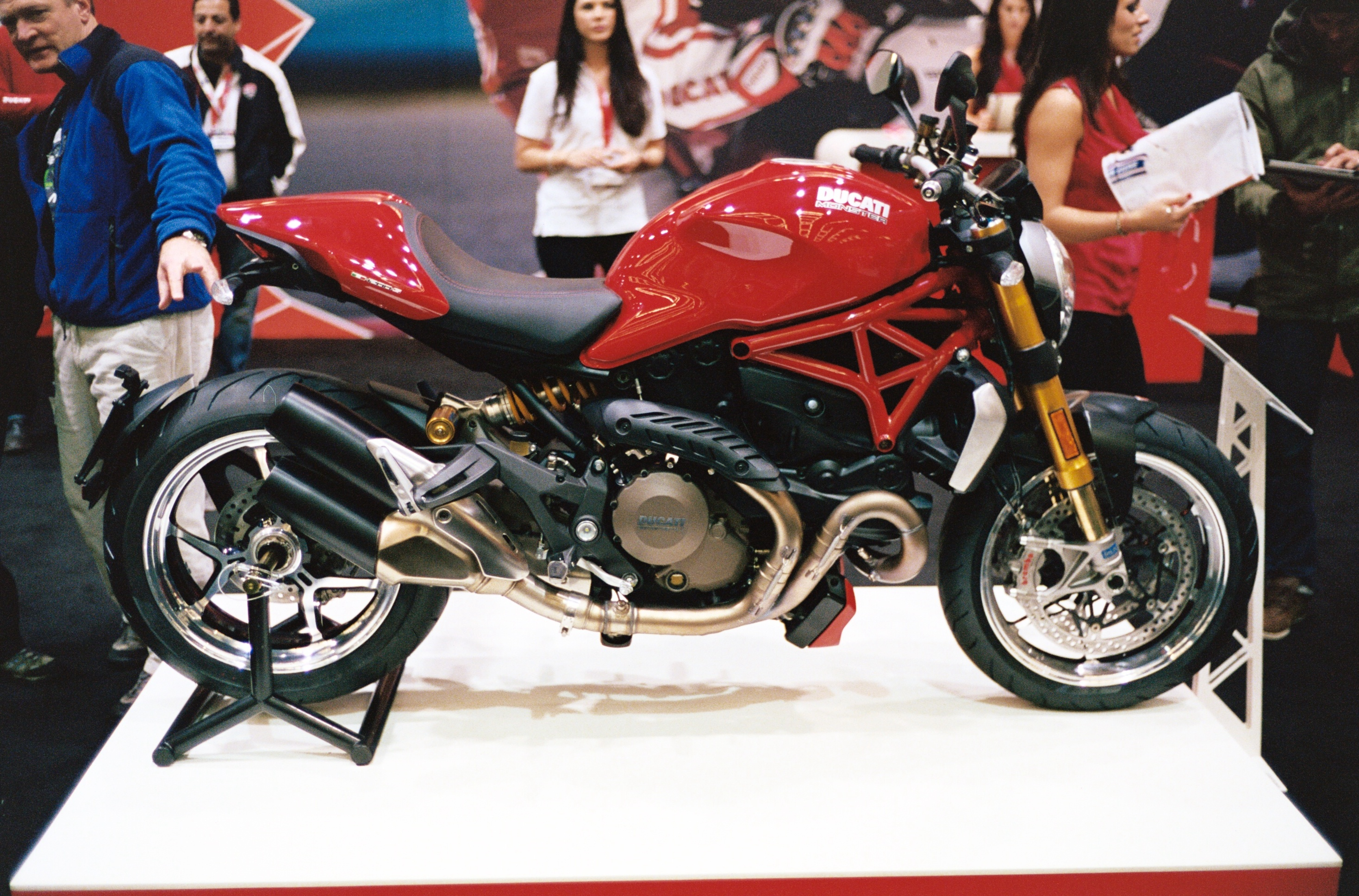
2014년 두카티 몬스터 1200

2010년 4월, 공장 주장 87 hp (65 kW)를 생산하는 몬스터 796이 발표되었다.
2010년 11월, 두카티는 몬스터 1100과 1100s를 대체하는 몬스터 1100 에보를 발표했다. 배기구는 시트 아래에서 측면으로 이동했으며, 건식 클러치는 습식 클러치로 변경되었다. 또한 도색 방식에도 변화가 있었다. 또 다른 주요 변경 사항은 오토바이에 기본 장착되는 두카티 안전 패키지(DSP)의 포함이다. 이 DSP는 ABS와 두카티 트랙션 컨트롤로 구성된다.
2011년 10월, 두카티는 몬스터 라인업에 새로운 모델인 795를 공개했다. 기본적으로 696 프레임에 796의 더 큰 803cc 엔진을 장착한 795는 아시아 시장을 특별히 겨냥했으며, 태국의 공장에서 조립된다.
2013년 11월 EICMA에서 두카티는 2014년형 몬스터 1200과 1200 S를 공개했으며, 수랭식 4밸브 135/145마력 1198 테스타스트레타 11 엔진을 탑재했다. 이는 몬스터 1100 에보를 대체했다.
796은 2014년 중반 몬스터 821로 대체되었으며, 하이퍼 라인에서 가져온 821cc 테스타스트레타 엔진과 몬스터 1200과 동일한 전자 장치 스위트가 통합되었다.
2016년에 새로운 몬스터 1200 R이 추가되었다. 두카티는 이 모델이 가장 강력한 몬스터이며, 트랙 지향적인 디자인을 가졌다고 밝혔다. 두카티는 이 엔진이 97 lb·ft (132 N·m) 토크와 160 hp (120 kW)를 생산하며, 몬스터 1200 S보다 15 hp (11 kW) 더 높다고 주장했다. 이 모델은 멀티스트라다와 디아벨에 사용된 것과 동일한 테스타스트레타 11° DS, 90도 V-트윈 엔진을 사용한다. 올린스 서스펜션이 전후에 장착되어 있으며, 휠베이스는 S 모델의 1,511 mm (59.5 in)에 비해 1,509 mm (59.4 in)이다. 주장되는 습식 중량은 207 kg (456 lb)이다. 후면 타이어는 200-섹션으로, 1200 S의 190 너비보다 약간 더 넓다.
두카티는 2016년 밀라노 EICMA 모터쇼에서 몬스터 797을 처음 선보였으며, 이를 새로운 엔트리 레벨 몬스터로 포지셔닝했다. 대부분의 시장에서 같은 해에 판매가 시작되었고, 2017년에는 인도로 확장되었다. 이 모델은 803cc 데스모듀 2기통 공랭식 엔진을 탑재했다. 6단 기어박스를 갖추고 있다.

### 2020년대
2020년 12월 2일, 완전히 새로운 2021년형 두카티 몬스터, 두카티 몬스터 플러스, 두카티 몬스터 1200, 두카티 몬스터 1200s 등 4가지 신형 모델이 발표되었다. 기본 몬스터는 937cc 테스타스트레타 11° V-트윈 엔진을 탑재했다. 두카티 몬스터 1200과 1200 S는 1198cc 테스타스트레타 11° V-트윈 엔진을 장착했다. 1200 S는 올린스 서스펜션, 330mm 전면 브레이크 디스크와 고사양 브렘보 캘리퍼, 경량 휠을 특징으로 한다.